# Amina Zaripova
Amina Vassilovna Zaripova (in russo Амина Василовна Зарипова?; Chirchiq, 10 agosto 1976) è un'ex ginnasta russa.

## Biografia
Amina ha cominciato con la ginnastica ritmica nel 1986 all'età di 9 anni ed è stata poi scelta dall'allenatrice della Nazionale Russa, Irina Viner, per allenarsi al Centro Nazionale di Mosca, lasciando la sua famiglia per lo sport.
Nel 1993, ai Campionati del Mondo ad Alicante, Amina ha cominciato a farsi notare per la sua incredibile flessibilità. Nel 1995 ha vinto due finali di attrezzo ai Campionati del Mondo a Vienna, e si è classificata quarta nello All Around.
Sbarcata per la prima volta nelle Olimpiadi del 1996 si è classificata quarta.
La Zaripova è divenuta più matura, commettendo raramente errori ed era molto diversa dalle altre ginnaste. Dotata di una innata eleganza con la quale si poteva permettere di eseguire passi di danza all'interno dei propri esercizi. È stata proprio lei la prima a introdurre elementi di flessibilità e questi avevano lo scopo di mostrare la sua grazia e originalità.
Il 21-22 marzo 1997 si è classificata sesta ai Campionati Nazionali Russi, e terza col cerchio. Nel giugno 1997 ha partecipato alle Universiadi in Sicilia (Italia) dove è arrivata terza, anche se ha totalizzato 10.00 nell'esercizio al cerchio, superata dalla Vitrichenko (prima) e dalla Ogryzko (seconda), in seguito ritirata.
Nei Campionati del Mondo a Berlino dell'ottobre del 1997 non ha gareggiato nelle finali individuali, perché la partecipazione era limitata a due ginnaste per nazione in finale: per cui, per la Russia hanno gareggiato Batyršina e Lipovskaya, che si sono subito dopo ritirate. 
In seguito alle Olimpiadi subì un infortunio che la costrinse a non allenarsi per tre mesi.
Durante il 1998 ha ricominciato ad allenarsi duramente e nel 1998 al S. Francisco Rhythmic Invitational si è esibita in nuovi esercizi in tutte le gare e ha così guadagnato l'argento (l'oro è andato alla Vitrichenko). Quanto alla Deryugina Cup dello stesso anno è arrivata sesta.
In seguito, ha avuto un periodo di indecisione. Si era ufficialmente ritirata dalla ginnastica ritmica il 25 settembre 1998 per poi decidere di tornare. Ha ricominciato pertanto ad allenarsi, incoraggiata dalla sua allenatrice Irina Viner. Si è classificata infatti quarta al LA Lights 1999 e ha vinto la gara internazionale di Schmiden. In seguito si è ritirata dalla ginnastica ritmica, probabilmente perché si sentiva sfidata dalle nuove ginnaste, come Alina Kabaeva. Amina  è stata allenatrice nazionale greca nel 1999.
Al Grand Prix di Mosca 2000 Amina Zaripova ha illuminato lo show del Grand Prix. Adesso lavora al fianco di Irina Viner come allenatrice.